# ماكسيم شوارتز
ماكسيم شوارتز (بالفرنسية: Maxime Schwartz)‏ هو أحيائي فرنسي، ولد في 1 يونيو 1940 في بلوا في فرنسا.